# Серджіу Челібідаке
Серджіу Челібідаке (рум. Sergiu Celibidache; 28 червня 1912 — 14 серпня 1996) — німецький диригент румунського походження.

## Біографія
Челібідаке народився у містечку Роман у Румунії. Почав заняття музикою з фортепіано, потім здобув музичну, філософську та математичну освіту в Бухаресті, а пізніше — у Парижі. Дуже великий вплив на його життя зробило знайомство з Мартіном Штайнке, що сповідував буддизм.

## Кар'єра
Навчався в Берлінської вищій школі музики у Вальтера Гмайндля (диригування), Гуґо Дістлера (контрапункт) і Гайнца Тіссена (композиція). В 1945–1946 роках очолював Симфонічний оркестр Берлінського радіо. Одночасно 29 серпня 1945 року дебютував з Берлінським філармонічним оркестром і надалі, до 1952 року, виконував обов'язки його головного диригента. Згодом працював з оркестрами Стокгольмського, Штутгартського і Парижського радіо. У 1970 році був нагороджений данською премію Леоні Соннінг. У період з 1979 року і до самої смерті Челібідаке був музичним керівником Мюнхенського філармонічного оркестру. Він регулярно викладав в Університеті Майнца в Німеччині, а також, в 1984 році, в Кертісовському інституті музики в Філадельфії. Протягом всього свого життя Челібідаке надавав величезного значення викладацькій діяльності, і часто його курси були безкоштовними для всіх охочих.
Челібідаке помер у 1996 році у віці 84 років в Ля Невіль-сюр-Ессона, в окрузі Пітівьє поблизу Парижу.

## Творчість
Підхід Челібідаке до музики найчастіше характеризується не стільки його діями, скільки його бездіяльністю. Наприклад, широко обговорювалося «небажання» Челібідаке робити звукозаписи, при тому що на більшості його концертів записи все ж таки здійснювалися, а багато з них за згодою членів його сім'ї були випущені після його смерті на найбільших лейблах, таких як EMI та Deutsche Grammophon. Однак Челібідаке приділяв мало уваги цим записам, розглядаючи їх лише як побічні продукти своїх виступів з оркестром.
Замість цього Челібідаке концентрувався на створенні на кожному концерті оптимальних умов для того, що він називав «трансцендентним досвідом». Деякі аспекти дзен-буддизму, такі як «кожна зустріч єдина», справили на нього дуже сильний вплив. Він вважав вкрай малоймовірним виникнення музичного досвіду при прослуховуванні записів і з цієї причини уникав їх.
Челібідаке був відомий тривалими репетиціями з оркестрами. Він часто обирав повільніші темпи, ніж ті що вважаються нормою, а у швидких частинах його темпи, навпаки, були швидші, ніж очікувані. Показовими є зроблені ним у Мюнхені записи творів Людвіга ван Бетховена, Йоганнеса Брамса, Антона Брукнера, Роберта Шумана, Йоганна Себастьяна Баха, Габрієля Форе.